# Церква Покрови Пресвятої Богородиці (Нижня Журавка)
Церква Покрови Пресвятої Богородиці (рос. Церковь Покрова Пресвятой Богородицы) — православний храм на хуторі Нижньожуравський Ростовської області; Волгодонська і Сальська єпархія, Семикаракорське благочиння.

## Історія
Історія Покровської церкви хутора Нижньожуравського відраховується з 1856 року, коли дерев'яна Покровська церква станиці Костянтинівській (а до 1835 року цей храм був церквою станиці Бабської), поставлена на березі Дону, почала хилитися через деформацію берега. Після обстеження будівлі церкви з'ясувалося, що перебудовувати її дорого, тому вирішено поставити нову церкву, будівництво якої завершено 28 грудня 1860 року (у 1861 році освячена). Стару дерев'яну церкву розібрали і в 1863 році продали Нижньожуравському хутірському суспільству, де вона в цьому ж році була побудована і освячена.
У серпні 1878 року храм згорів і відбудований заново зусиллями жителів тільки в 1882 році. З плином часу постарів, і в 1905 році знову згорів . У 1910 році козаки хуторів Нижньожуравський і Авілов звернулися з проханням про зведення мурованого храму. Постановою Старшого помічника військового наказного отамана від 7 травня 1910 року, було дозволено «...побудувати церкву в х. Нижньо-Журавський, Нижньокундрючеської станиці I-го Донського Округу на відведеному місці за вироком товариства від 10 квітня 1910 р., на площі поблизу подвір'я козака Постарнакова Федора, згідно затвердженого проекту...». Будівництво кам'яного храму почалося в 1912 року і закінчилося в 1914 році. Він був хрестовокупольний, чотиристовпний. Дзвіниця знаходилася над притвором і мала пірамідальну форму. Її вінчав восьмигранний намет зі світловими вікнами. 
Храм мав один великий купол над основною частиною церкви та чотири розділу по кутах її стовпів. Як і в храмі Пресвятої Трійці в станиці Велика Мартинівка, підкупольний простір храму прикрашають сім кокошників з усіх боків.
За роки радянської влади храм двічі закривався — до Великої Вітчизняної війни і після неї. Церква використовували під сховище зерна, купол був зруйнований, будівля старіла. Життя Свято-Покровського приходу стало відроджуватись після розпаду СРСР — з 1994 року, коли храм було повернуто віруючим. Зусиллями мешканців хутора проведений ремонт даху, засклені вікна, перекрита підлога.
2 квітня 2012 року указом преосвященнішого Корнилія, єпископа Волгодонского і Сальського, настоятелем Свято-Покровського храму в хуторі Нижньожуравському був призначений ієромонах Серафим (Сеначин Валерій Олександрович). У листопаді 2012 року в храмі перекладені деякі стіни, всередині проведено фарбування і штукатурка. Навесні 2014 року підняті на дзвіницю сім дзвонів. 26 вересня 2014 року на храм встановлений центральний купол і хрест. Ремонтно-відновлювальні роботи в Свято-Покровському храмі тривають і в даний час.